# Кахоку (Ямаґата)

38°25′35″ пн. ш. 140°18′52″ сх. д. / 38.42639° пн. ш. 140.31444° сх. д.
Кахо́ку (яп. 河北町, かほくちょう, МФА: [kahoku t͡ɕoː]) — містечко в Японії, в повіті Нісі-Мураяма префектури Ямаґата. Станом на 1 жовтня 2008 площа містечка становила 52,38 км². Станом на 1 січня 2009 населення містечка становило 20 301 осіб.